# Réserve naturelle Cerro Silva
La réserve naturelle Cerro Silva (en espagnol Reserva Natural Cerro Silva) est une réserve naturelle et une aire protégée au Nicaragua créée en 1992. La réserve entoure le Cerro Silva (ceb), une montagne de 610 mètres. Elle est située dans la municipalité de Bluefields et est très proche du village de San Francesco.